# Hasta ufudensis
Hasta ufudensis är en insektsart som först beskrevs av Melichar 1904.  Hasta ufudensis ingår i släktet Hasta och familjen Dictyopharidae. Inga underarter finns listade i Catalogue of Life.